# Crisantio
Crisantio de Sardes (en griego Χρυσάνθιος) fue un filósofo griego del siglo IV que perteneció a la escuela neoplatónica de Pérgamo. Fue discípulo de Edesio, que siguió a su vez las lecciones de Jámblico.

## Biografía
Crisantio era uno de los discípulos favoritos de Edesio y se dedicó fundamentalmente al aspecto místico del neoplatonismo. Juliano, más tarde emperador, acudió a Crisantio por recomendación de Edesio, y cuando alcanzó el poder le invitó a acudir a la corte para ayudar a la restauración del politeísmo griego. Crisantio declinó la invitación, aduciendo que los presagios eran desfavorables, aunque es probable que creyera inviable el proyecto de Juliano. 
Por la misma razón, se abstuvo de hacer reformas religiosas drásticas desde su puesto como sumo sacerdote de Lidia. Su moderación hizo que conservara el cargo hasta su muerte, venerado tanto por los paganos como por los cristianos. Su esposa Meite, asociada a él en el sacerdocio, era pariente de Eunapio, biógrafo de los filósofos neoplatónicos de este período. Eunapio atendió a Crisantio durante la vejez de este y permaneció a su lado hasta su muerte.